# Rudi Carrell
Pour les articles homonymes, voir Carrell.
 (juin 2018).
Si vous disposez d'ouvrages ou d'articles de référence ou si vous connaissez des sites web de qualité traitant du thème abordé ici, merci de compléter l'article en donnant les références utiles à sa vérifiabilité et en les liant à la section « Notes et références ».
Rudolf Wijbrand Kesselaar, dit Rudi Carrell, est un acteur, un scénariste et un producteur néerlandais né le 19 décembre 1934 à Alkmaar (Pays-Bas) et mort le 7 juillet 2006 à Brême (Allemagne).

## Biographie

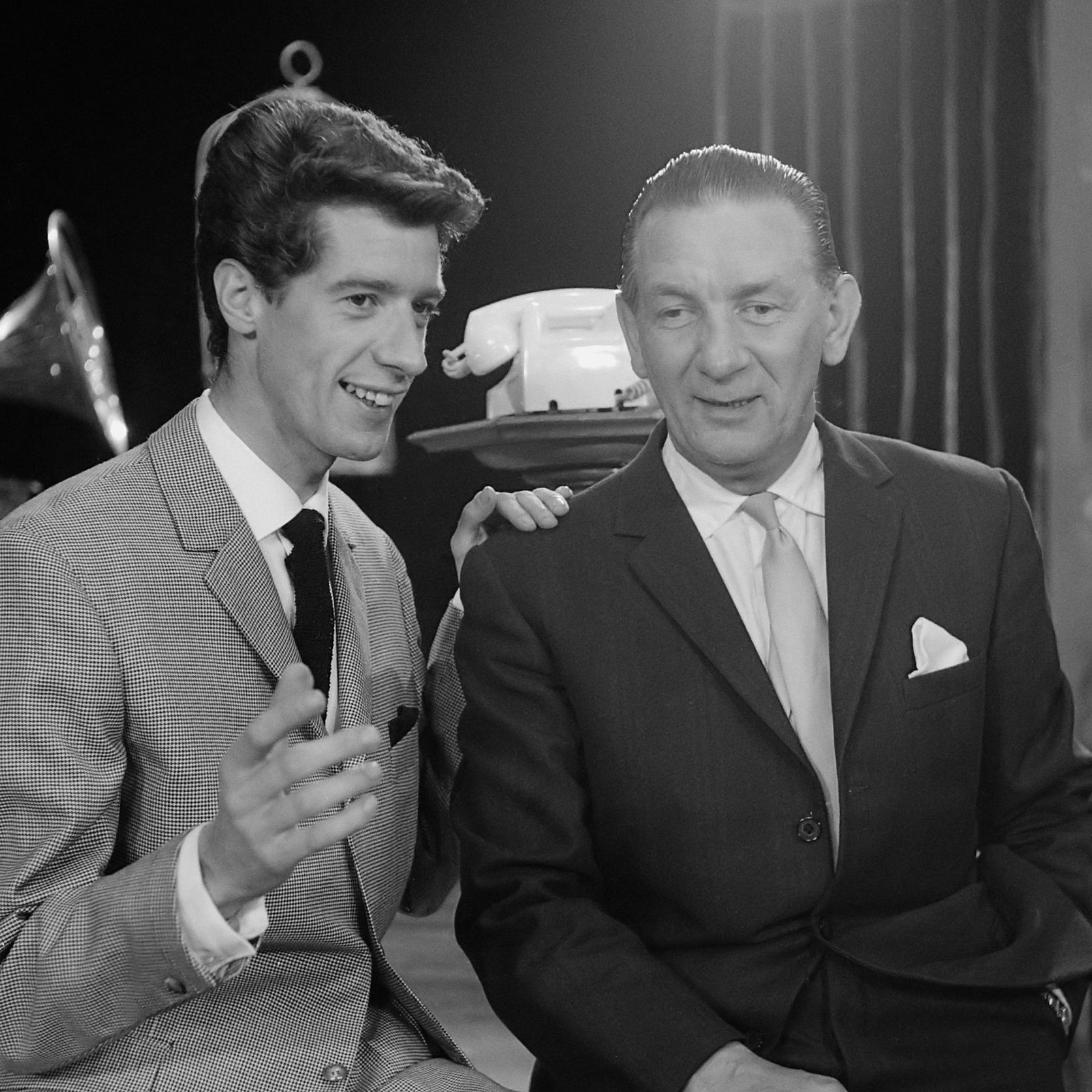
Rudi Carrell et son père André Carrell (1960).

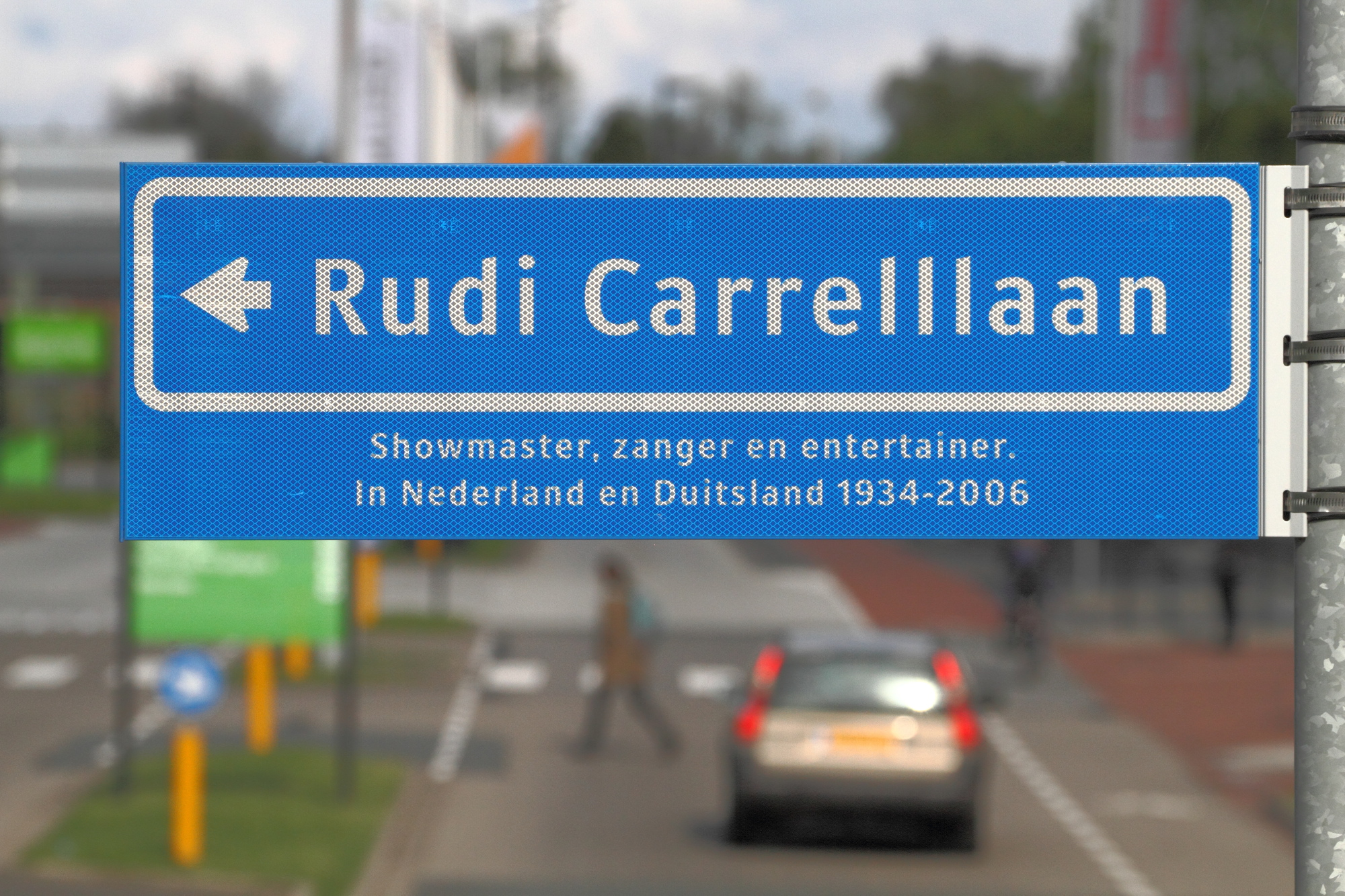
Rue nommée d'après Rudi Carrell à Hilversum.

Le père et le grand-père de Carrell ont tous deux travaillé dans le showbusiness. De son père, André Carrell, il a utilisé le nom d'artiste. Le 17 octobre 1953, le jeune Rudolf remplace son père pendant une fête d'employés du gouvernement à Arnhem. Après ça, il devient membre de sa troupe. C'est le début de Rudi Carrell dans le showbusiness. En 1955, chaque semaine, il anime le programme de radio De bonte dinsdagavondtrein de l'AVRO et en 1959, il fait ses débuts à la télévision avec le Rudi Carrell Show. Il est connu aux Pays-Bas pour avoir participé à l'édition de 1960 du Concours Eurovision de la chanson avec la chanson Wat een geluk (en français, Quelle chance). Cette chanson était populaire aux Pays-Bas mais lors du Concours elle termine avant-dernière : seule la chanson du Luxembourg est moins bien classée que celle de Rudi Carrell. D'autres chansons l'ont rendu populaire aux Pays-Bas : Een ballonnetje, Een muis in een molen, De hoogste tijd et Samen een straatje om. À partir des années 1970, il a vécu principalement en Allemagne et y a présenté de nombreuses émissions de télévision.
Il meurt d'un cancer du poumon à l'âge de 71 ans.

## Filmographie

### Comme acteur
- 1970 : Wenn die tollen Tanten kommen (de) : Rudi
- 1971 : L'Héritage de tante Gertrude (Tante Trude aus Buxtehude) : Rudi
- 1971 : Glückspilze (TV)
- 1971 : Die tollen Tanten schlagen zu (de) : Rudi Carnera
- 1971 : Rudi, benimm dich! (de) : Rudi Carnel
- 1971 : Hochwürden drückt ein Auge zu (de) : Rudi Carnel
- 1973 : Crazy – total verrückt : Robert Wagner
- 1979 : Himmel, Scheich und Wolkenbruch (de)
- 1988 : Starke Zeiten (de).

### Comme producteur
- 1996 : 7 Tage, 7 Köpfe (de) (série TV)

### Comme animateur télé
Animateur de Am laufenden Band (de) (Le tapis roulant) de 1974 à 1979. Jeu télé entrecoupé de chansons et sketches où le gagnant voyait défiler des objets sur un tapis roulant. Il remportait à la fin tous les objets dont il se souvenait.

## Récompenses et nominations

### Récompenses
- 1964 : Rose d'or
- 1975 : Bravo Otto
- 1985 : Ordre du Mérite de la République fédérale d'Allemagne 1re classe
- 2001 : Deutscher Comedypreis
- 2001 : Ordre du Lion néerlandais
- 2003 : Romy
- 2005 : Prix Münchhausen

## Anecdote
Rudi Carell étant d'origine néerlandaise, mais animateur vedette en Allemagne, cultivait son accent néerlandais bien qu'il fût capable de parler l'allemand sans aucun accent[réf. nécessaire].

## Influence
L'acteur fut honoré et ridiculisé en même temps par le groupe de punk allemand Die Kassierer dans leur chanson Der Harn von Rudi Carell (L'urine de Rudi Carell)[réf. nécessaire].